# Мишель (граф д’Эврё)
Принц Мишель Жозеф Бенуа Мари Орлеанский, граф д’Эврё (фр. Michel Joseph Benoît Marie d’Orléans, comte d’Évreux ; род. 25 июня 1941, Рабат, Марокко) — французский аристократ, представитель Орлеанского дома. Четвёртый сын принца Генриха Орлеанского (1908—1999), графа Парижского, и принцессы Изабеллы Орлеан-Браганса (1911—2003). Известен под титулами «Сын Франции» и «граф д’Эврё».

## Биография
Родился в клинике Лиотэ в Рабате, столице французского Марокко. Один из двенадцати детей принца Генриха Орлеанского, претендента на французский королевский трон (с 1940 по 1999 год). Его мать Изабелла Браганса была дочерью бразильского принца дона Педро и его жены графини Элизабет Добрженской де Добрженич.
Он получил академическое образование, соответствующее его званию. Получил степень Лиценциата по математике, химии и физике.

## Брак
При содействии Ирины Греческой он познакомился с Беатрис Мари Псакье де Франкло, на которой он женился 18 ноября 1967 года в Касабланке (Марокко), без согласия своего отца. Беатрис Мари Гийемин Югетт родилась в Нёйи-сюр-Сен 24 октября 1941 года, она была дочерью графа Бруно Мари Эмильена Паскье де Франкло (1914—1944) и его жены Жаклин Франсуазы Мари Терезы Ирэн Терисс (1918—2006).
Их брак не рассматривался в качестве династического, жена и дети Мишеля не получили традиционные орлеанистские королевские титулы. 10 декабря 1976 года Беатрис получила разрешение от своего тестя носить титул «Её Королевское Высочество Принцесса Беатрис Орлеанская, графиня Эвре». В 1999 году 90-летний Генрих Орлеанский, граф Парижский, скончался. Новым главой Орлеанского дома и претендентом на королевский трон стал его первый сын Генрих (1933—2019), старший брат Мишеля. Новый глава Орлеанского дома признал супругу и детей Мишеля, графа Эвре, полноправными членами Орлеанского королевского дома с соизмеримыми титулами.
Семья жила в Марокко, Германии и Англии. Их дети достигли совершеннолетия в Испании. По слоавм супруги графа её работа в качестве консультанта модного журнала «Women’s Wear Daily и Dior» и отсутствие карьеры у мужа способствовали расторжению брака. В 1994 году Мишель и Беатрис были разведены.

## Дети
- Принцесса Клотильда Жаклин Шарлотта Мария Орлеанская (род. 4 декабря 1968), жена с 1993 года Эдуарда Ива Корнелия Крепи (род. 19 января 1969)
  - Луис Николас Мари Франсуа Стефан Корнелий Крепи (род. 4 августа 1995)
  - Шарль Эдуард Мари Алваро Татиана Корлений Крепи (род. 13 июля 1996)
  - Гаспар Мари Леон Канио Корнелий Крепи (род. 2 марта 1999)
  - Августин Крепи (род. 26 апреля 2005)
  - Элеонора Крепи (род. 6 декабря 2007)
- Принцесса Аделаида Жанна Мария Орлеанская (род. 11 сентября 1971), жена с 2002 года Пьера Луи Этьена Марселя Эри Дэйли (род. 28 мая 1968)
  - Диего Мари Мишель Луис Алексис Дэйли (род. 20 ноября 2003)
  - Алмудена Мари Сара Беатрис Алина Дэйли (род. 16 декабря 2004)
  - Гаэтано Дэйли (род. 25 августа 2009)
- Принц Шарль-Филипп Орлеанский, герцог Анжуйский (род. 3 марта 1973), женился в 2008 году на Диане Альвареш Перейре де Мелу (род. 25 июля 1978), 11-й герцогине де Кадавал (с 2001 года)
  - Принцесса Изабелла Орлеанская (род. 22 февраля 2012)
- Принц Франсуа Шарль Фредерик Бруно Мари Орлеанский, граф де Дре (род. 10 февраля 1982), женился в 2014 году на Терезе Марии Доротее Габриэли Екатерине фон Эйнзидель (род. 1984)[3]
  - Принц Филипп Людовик Мари Ансельм Мишель Хильдебранд Орлеанский (род. 5 мая 2017)
  - Принцесса Мари-Амелия Беатрис Фелицитас Орлеанская (род. 8 февраля 2019).